# Breaking In
Breaking In (bra: Invasão) é um filme estadunidense de 2018, dos gêneros suspense e drama de ação, dirigido por James McTeigue, com roteiro de Ryan Engle e Jaime Primak Sullivan.
Estrelado por Gabrielle Union (que coproduziu o filme ao lado de Will Packer, James Lopez, Craig Perry e Sheila Taylor), o filme conta a história de uma mãe que precisa proteger seus filhos durante uma invasão de domicílio.

## Sinopse
Os filhos de Gabrielle Union foram feitos reféns durante a invasão de uma casa supostamente segura e impenetrável, e agora ela está determinada a resgatá-los, custe o que custar.

## Elenco
- Gabrielle Union como Shaun Russell[1]
- Billy Burke como Eddie
- Richard Cabral como Duncan
- Ajiona Alexus como Jasmine Russell[5]
- Levi Meaden como Sam
- Seth Carr como Glover Russell[6]
- Mark Furze como Peter
- Jason George como Justin Russell
- Christa Miller como Maggie Harris[7]
- Damien Leake como Isaac

## Produção
As filmagens de Breaking In tiveram início em julho de 2017 em Los Angeles e Malibu, Califórnia.
A Universal Pictures lançou o primeiro trailer oficial em 11 de janeiro de 2018.

## Recepção

### Bilheteria
Breaking In arrecadou US$ 46,5 milhões nos Estados Unidos e Canadá e US$ 4,5 milhões em outros territórios, para um total mundial de US$ 51,1 milhões, contra um orçamento de produção de US$ 6 milhões. Nos Estados Unidos e Canadá, o filme foi lançado em 11 de maio de 2018, junto com Life of the Party, e foi projetado para arrecadar de US$ 14 a 17 milhões em 2.537 cinemas em seu fim de semana de estreia, com alguns especialistas afirmando que sua estreia estaria na faixa de US$ 20 milhões. Ganhou US$4,6 milhões em seu primeiro dia, incluindo US$615,000 em prévias de quinta-feira à noite em 2,150 cinemas. Ele estreou para US$17,6 milhões, terminando em terceiro, atrás de Avengers: Infinity War (US$ 62,1 milhões em sua terceira semana) e Life of the Party (US$ 17,9 milhões); 68% de seu público era feminino, enquanto 73% tinham mais de 25 anos. Caiu 61% em seu segundo fim de semana para US$ 6,8 milhões, terminando em quinto lugar nas bilheterias, e outros 41% para US$ 4,1 milhões em seu terceiro, terminando em sexto.

### Crítica
O filme recebeu críticas mistas, com os críticos de cinema elogiando o desempenho de Union, mas descrevendo o filme como tendo "personagens mal-esboçados e um enredo descuidado".
No site Rotten Tomatoes, o filme tem uma taxa de aprovação de 26% com base em 103 resenhas, com uma classificação média de 4,2/10. O consenso crítico do site diz: "Breaking In é a prova de que Gabrielle Union merece mais papéis principais - particularmente em filmes que oferecem mais do que este suspense de ação descartável e mecânico". No Metacritic, o filme tem uma pontuação média ponderada de 42 de 100, com base em análises de 24 críticos, indicando "críticas mistas ou médias". O público entrevistado pela CinemaScore deu ao filme uma nota média de "B" em uma escala de A+ a F.